# Szropy (gmina)
Szropy – dawna gmina wiejska istniejąca w latach 1945–1954 i 1973–1976 w woj. gdańskim, a następnie w woj. elbląskim (dzisiejsze woj. pomorskie). Siedzibą władz gminy były Szropy.
Gmina Szropy powstała po II wojnie światowej (1945) na terenie tzw. Ziem Odzyskanych (tzw. IV okręg administracyjny – Mazurski). 25 września 1945 gmina – jako jednostka administracyjna powiatu sztumskiego – została powierzona administracji wojewody gdańskiego, po czym z dniem 28 czerwca 1946 roku weszła w skład woj. gdańskiego. Według stanu z 1 lipca 1952 roku gmina była podzielona na 6 gromad: Dąbrówka Malborska, Jordanki, Jurkowice, Koślinka, Łoza i Szropy. Gmina została zniesiona 29 września 1954 wraz z reformą wprowadzającą gromady w miejsce gmin.
Jednostkę reaktywowano 1 stycznia 1973 w tymże powiecie i województwie. 1 czerwca 1975 gmina weszła w skład nowo utworzonego woj. elbląskiego. 1 lipca 1976 gmina została zniesiona przez połączenie z dotychczasową gminą Stary Targ w nową gminę Stary Targ.